# Cocullo
Cocullo là một đô thị thuộc tỉnh L'Aquila trong vùng Abruzzo của Ý.Đô thị này có diện tích 31 km², dân số 350 người. Các đô thị giáp ranh gồm: Anversa degli Abruzzi, Bugnara, Castel di Ieri, Castelvecchio Subequo, Goriano Sicoli, Ortona dei Marsi, Prezza